# Programa de Erfurt

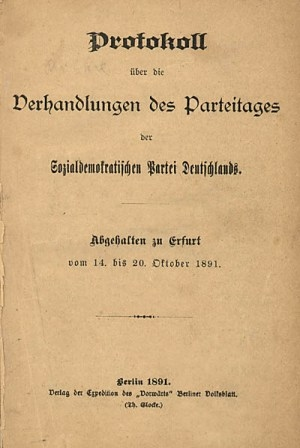
Capa do Programa de Erfurt, 1891.

O Programa de Erfurt foi adotado pelo Partido Social-Democrata da Alemanha durante o Congresso do SPD em Erfurt em outubro de 1891, formulado sob a orientação política do revisionista Eduard Bernstein, August Bebel e Karl Kautsky, substituindo o Programa de Gotha anterior.
Em relação a esse último, o Programa de Erfurt expressava maior influência do marxismo e dava um passo em frente sobre a inevitabilidade da queda do modo de produção capitalista e da sua substituição pelo socialismo, além de sublinhar a necessidade da luta ser conduzida pela classe operária e pelo partido revolucionário, mas também fazia concessões ao oportunismo.

## Críticas
Karl Marx (que havia empreendido a famosa Crítica do Programa de Gotha) já tinha morrido, mas o seu companheiro Friedrich Engels, já em seus anos finais, criticou o Programa de Erfurt e o oportunismo da Segunda Internacional, para a qual o Programa de Erfurt seria um modelo, por suas visões não-marxistas a respeito do Estado, em documento enviado a Kautsky em 18-29 de junho de 1891. A direção da social-democracia alemã ocultou das massas a crítica de Engels e suas observações não foram tomadas em consideração no momento de elaborar e aprovar o texto final do programa.
Vladimir Lênin, em seu O Estado e a Revolução (1917, às vésperas da vitoriosa Revolução de Outubro), retoma a carta de Engels e considerará que a maior debilidade do Programa de Erfurt era passar em silêncio a ditadura do proletariado.
É preciso recordar que, anos depois do programa, com a morte de Engels, o revisionismo do marxismo de Bernstein será fortemente rebatido e por fim condenado no partido por Rosa Luxemburgo e outros no Congresso Socialista Internacional de Stuttgart (1898) e no Congresso de Hanôver (1899), embora o Partido Social-Democrata Alemão tenha voltado atrás nas décadas seguintes e sobretudo no pós-guerra com o Programa de Godesberg dos anos 1950 e o Programa de Berlim em 1989.

### Resposta oficial
Kautsky escreverá a resposta oficial do SPD em 1892, o que será chamado de As Lutas de Classes (Programa de Erfurt), mas o marxismo deste texto será considerado por críticos posteriores como "marxismo vulgar" ou "marxismo da Segunda Internacional" (Karl Korsch escreverá: A teoria marxista na segunda metade do século 19 tornou-se gradualmente empobrecida e degenerada em marxismo vulgar" e Paul Mattick irá ainda mais longe, associando o reformismo social-democrata de Kautsky cujas reivindicações até Hitler implantou.) As traduções mais populares do marxismo encontradas nas obras de Kautsky e Bebel foram lidas e distribuídas mais amplamente na Europa entre o final do século 19 e 1914 (Primeira Guerra Mundial) do que as próprias obras de Marx. As Luta de Classes (Programa de Erfurt) foi traduzido para 16 idiomas antes de 1914 e se tornou o resumo popular comumente aceito da teoria marxista. Este documento foi definido contra a teoria socialista do "marxismo ortodoxo" antes que a Revolução de Outubro de 1917 causasse uma grande divisão no movimento socialista internacional e mudasse tudo.